# Jan Netík

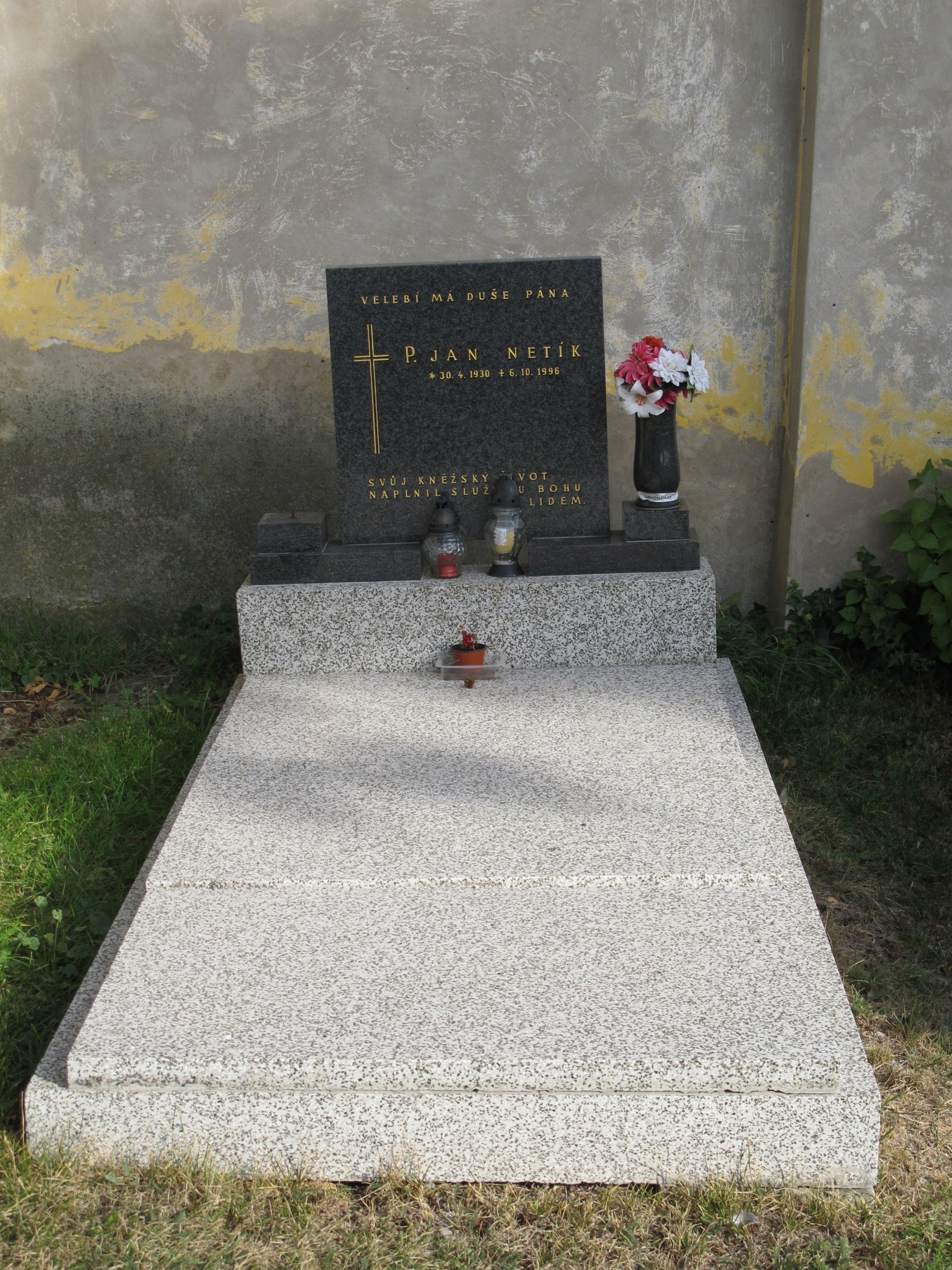
Hrob Jana Netíka u západní stěny kostela Povýšení sv. Kříže ve Vtelně.

Jan Netík (30. dubna 1930 Brno – 6. října 1996 Bečov) byl český katolický kněz, vedoucí Okresního archivu v Mostě a osoba perzekvovaná totalitním režimem v Československu.

## Život
V letech 1952 – 1956 absolvoval Cyrilometodějskou bohosloveckou fakultu v Litoměřicích. Poté byl v Litoměřicích 24. června 1956 vysvěcen na kněze Antonínem Eltschknerem. Od 1. února 1957 do 1. září 1957 byl duchovním správcem farnosti Křešice u Litoměřic. Jako kněz přišel o státní souhlas k výkonu duchovenské činnosti, což znamenalo, že mu byl znemožněn výkon duchovní služby (až do roku 1990) a musel si najít jiné zaměstnání. Byl tedy v letech 1970–1990 zaměstnán v Okresním archivu Most. V letech 1972–1974 byl pověřen vedením archivu, od roku 1981 byl vedoucím odborným archivářem a od roku 1988 statutárním zástupcem ředitele Okresního archivu v Mostě.
Po pádu komunistické totality, od roku 1990, mu byl umožněn návrat do duchovní služby. Působil ve farnosti Vtelno u Mostu. Zemřel náhle 6. října 1996 a jeho pohřeb se konal v pátek 11. října 1996.

## Archivářská činnost
Zabýval se podnikovým archivem Severočeských hnědouhelných dolů Most, pořádáním a inventarizací hlavně archivů měst, far, cechů a pozůstalostí. Jeho publikační činnost byla archivní, ediční a historická převážně v regionálním tisku - výběrem: Dějiny městského a okresního archivu v Mostě; Věstník OAM a Vývoj mosteckých cechů.